# Babah Suak (Kuta Blang)
Babah Suak is een bestuurslaag in het regentschap Bireuen van de provincie Atjeh, Indonesië. Babah Suak telt 211 inwoners (volkstelling 2010).